# Каганович, Мария Марковна
Мария Марковна Каганович (в девичестве Приворотская) (12 декабря 1894 — 1 ноября 1961) — советский партийный и профсоюзный деятель, жена первого секретаря Коммунистической партии Украины, члена Политбюро ЦК КПСС Лазаря Моисеевича Кагановича.

## Биография
Родилась в 1894 году. Член РСДРП с 1909 года.
Трудовую жизнь начинала работницей на трикотажных предприятиях. Участвовала в революционном движении. С 1909 г. — член партии большевиков. Была членом Днепропетровского и Юзовского комитетов партии.
После Октябрьской революции работала заместителем председателя, председателем городских комитетов ВКП(б) в Нижнем Новгороде и Воронеже, заместителем наркома социального обеспечения Туркестана.
Затем на партийной работе в Гомеле, Ленинграде, Москве, Харькове.
Училась в Промакадемии.
С 1931 года на выборной руководящей работе в советских профсоюзах. Избиралась секретарем ЦК профсоюзов работников госучреждений, председателем ЦК профсоюза рабочих трикотажной промышленности, председателем ЦК профсоюза швейников.
В течение многих лет была депутатом Моссовета.
С 1958 года — персональный пенсионер союзного значения.
Умерла после исключения мужа из рядов КПСС 1 ноября 1961 года.
Её детям не разрешали похоронить Марию Марковну рядом с родственниками на Новодевичьем кладбище. После обращения по этому поводу к Н. С. Хрущеву, по его личному звонку вопрос решили положительно.
- Дочь — Майя Лазаревна Каганович (1923—2001), архитектор.
- Сын (приемный) — Юрий Лазаревич Каганович (1931—1976).

Брат — Григорий Маркович Приворотский (1889—1971), член партии с 1906 года; был сотрудником ВЧК, инспектором торгпредства СССР в Германии, впоследствии работал главным арбитром при СНК СССР в аппарате Министерства лесной промышленности СССР.  Похоронен на Новодевичьем кладбище. Там же похоронена его супруга, Фаина Соломоновна Приворотская (1895—1973). Их сын, Марк Григорьевич Приворотский, пропал без вести на фронте в 1942 году.
Сестра — Елизавета Марковна Приворотская (1895—1962). Член партии с 1911 года. Похоронена на Новодевичьем кладбище. Ее муж — Н.А.Петруничев.

## Мнения и оценки личности
- Майя Лазаревна вспоминала о матери: «Мама умела дружить. Ее всегда окружали подруги и сослуживицы. Много лет в день ее смерти собирались сотрудницы и шли на ее могилу. Поминали, вспоминали. Меня это очень трогало, ведь мама последние годы жизни была женой не просто опального человека, а гонимого, ненавидимого и презираемого. <...>   — Мама умела дружить, — продолжает Майя Лазаревна, — была очень добрым человеком. Шефствовала над детским домом. В ВЦСПС, где она работала, в день зарплаты ее окружали работницы с детьми. Она раздавала им свою зарплату…  Могу представить людей, способных резко осудить такое поведение Марии Марковны: оскорбительно. Затем ли большевики возглашали себя как народную власть, чтобы одна из жен вождей, подобно буржуазной барыне, раздавала милостыню тому народу, которому большевики должны быть слуги? Воистину: не делай добра, не будет зла. А поступок добрый. Реальная помощь. По нормам нашего сегодняшнего дня не слишком и осуждаемый. Не каждая кремлевская жена так поступала. Я вообще не слышала о подобных поступках кремлевских жен»[4].

- Сергей Иванович Кручинин в своей документальной повести «Патерик говорящего скворца» упоминает Марию Марковну Каганович: «Всю войну и еще несколько лет мама работала председателем фабкома Ивантеевской фабрики имени Дзержинского. Однажды, инспектируя фабрику, ее приметила Мария Марковна Каганович <...>. Мария Марковна возглавляла ЦК профсоюзов швейной промышленности СССР, и маму назначили ее заместителем, инспектором по подбору кадров. <...> Однажды Мария Марковна сделала маме замечание, что та после выходных приезжает на работу усталой, не отдохнувшей. Мама оправдывалась: «Заботы по дому».  «Почему же вы не наймёте домработницу?» — брезгливо спросила Каганович. Вряд ли она знала, какую зарплату получают ее сотрудницы. От неделовых и личных контактов ограждал Марию Марковну приставленный охранник, провожавший ее даже до туалетной комнаты. По справедливости, надо вспомнить, что деньги взаймы до зарплаты своим помощницам она давала легко»[5].

## Награды
- орден Ленина (20.07.1940) — за перевыполнение плана 1939 года, успешную работу и проявленную инициативу в деле выполнения специальных заказов Правительства
- орден «Знак Почёта»